# Mitragyna diversifolia
Mitragyna diversifolia är en måreväxtart som först beskrevs av Nathaniel Wallich och George Don jr, och fick sitt nu gällande namn av George Darby Haviland. Mitragyna diversifolia ingår i släktet Mitragyna och familjen måreväxter. Inga underarter finns listade i Catalogue of Life.